# Pekka Toivanen
Pekka Toivanen (27 september 1961) is een Finse jazzmuzikant. Hij speelt tenorsaxofoon en klarinet en is componist.

## Biografie
Toivanen kreeg vanaf zijn tiende klassiek pianoles en vanaf zijn twaalfde klarinetles. In de jaren 80 werd hij actief in de Finse 'jazzscene', zo speelde hij in de Kulttus Big Band en in de Brushane Big Band. In 1983 was hij een van de eerste studenten in de jazzafdeling van de Sibeliusacademie in Helsinki.
In 1987 richtte hij een eigen kwartet op en in 1988 verscheen zijn debuutalbum Stick Around (Kompass Records). In 1988 won hij de tweede plaats op de competitie van het jazzfestival in Karlsbad.
Vanaf de jaren 90 was hij lid van de Espoo Big Band en van het UMO Jazz Orchestra (voor dit orkest componeerde hij onder meer Breakfast, 1991). Hij toerde in Finland met zijn kwartet en de zangeres Saara Soisalo. In 1994 kwam hij met een tweede plaat, She Didn’t Like the Wallpaper (Love/Johanna), waaraan het Trio Töykeät meewerkte, in 2006 volgde Arctic Brambles. Hij werkte onder andere met Oiling Boiling en Wade Mikkola en was leider voor regionale orkesten. Hij is te horen op albums van Marit Ja Mikot en Kai Hyttinen.